# Histoires d'Amérique
Pour plus de détails, voir Fiche technique et Distribution.
Histoires d'Amérique est une comédie dramatique belge écrit et réalisé par Chantal Akerman et sorti en 1989. Le film est présenté au 39e festival du film de Berlin en 1989.

## Synopsis
Au cours d'une nuit à New York, à proximité du pont de Williamsburg, dans des lieux de passage vides et bruyants, des personnes juives américaines se livrent sur leur mal de vivre aux États-Unis ou redisent l'histoire de leurs parents et grands-parents. Il provient de leur exode de Pologne où les pogroms vécus ont laissé des traces ineffaçables. Quittant une terre, une famille, qui souvent fut exterminée, ils n'ont, pour survivre, qu'un investissement dans le présent via la nourriture, la famille et la philosophie. Les épanchements tragiques souvent liés à la difficulté de rencontrer, aimer, résister, réinventer sont d'autant plus saillants qu'en Amérique, il n'y a rien à attendre. Entre deux livrées de mal-être, de la rupture qui semble totale entre eux et leurs parents comme leurs enfants, des interludes farcesques, mettant en scène des blagues juives, drainent une joie de l'absurde, une légèreté de la résolution facile. Au-dessus de la guinguette où les différents personnages se retrouvent à la fin, le jour commence à poindre, et une chanson traditionnelle se propose de redessiner le tout.

## Fiche technique
- Titre : Histoires d'Amérique
- Réalisation : Chantal Akerman
- Scénario : Chantal Akerman
- Producteur : Bertrand Van Effenterre
- Musique : Sonia Wieder-Atherton
- Photographie : Luc Benhamou
- Son : Alix Comte
- Montage : Patrick Mimouni
- Durée : 92 minutes
- Date de sortie : 
  - France : 4 octobre 1989

## Distribution
- Mark Amitin
- Eszter Bálint
- Stephan Bálint
- Kirk Baltz
- George Bartenieff
- Billy Bastiani
- Jacob Becker
- Isha Manna Beck
- Max Brandt
- Maurice Brenner
- David Buntzman
- Marilyn Chris
- Sharon Diskin
- Carl Don
- Dean Zeth Jackson : Teitelbaum
- Judith Malina
- Irina V. Passmoore (comme Irina Pasmur)
- Herbert Rubens : Martin
- Victor Talmadge